# Arnold Bolland
Arnold Bolland (ur. 10 grudnia 1881 w Krakowie, zm. 5 września 1940 tamże) – polski chemik. 

## Życiorys
Urodził się 10 grudnia 1881 w Krakowie. Studiował chemię i nauki techniczne na Politechnice Lwowskiej i Wiedeńskiej. W 1910 roku uzyskał stopień doktora nauk technicznych. W 1918 roku habilitował się w zakresie mikrochemii na Politechnice Lwowskiej, następnie został mianowany docentem tej uczelni.  
Twórca i w 1924 kierownik Instytutu Towaroznawczego Szkoły Ekonomiczno-Handlowej w Krakowie. Współtwórca, a w latach 1925–1938 dyrektor Wyższego Studium Handlowego w Krakowie. W latach 1925–1939 był kierownikiem Katedry i Zakładu Towaroznawstwa. W latach 1938–1939 był pierwszym rektorem Akademii Handlowej w Krakowie. W 1938 roku Rada Profesorów Akademii Handlowej w Krakowie nadała mu tytuł profesora zwyczajnego towaroznawstwa. W latach 1922–1939 wykładowca Wydziału Rolniczego Uniwersytetu Jagiellońskiego. 
Po wybuchu II wojny światowej, 6 listopada 1939 roku został aresztowany w ramach „Sonderaktion Krakau” i stał się więźniem obozu Sachsenhausen (Oranienburg). Powrócił do Krakowa całkowicie podupadły na zdrowiu w dniu 6 lutego 1940 roku, zmarł kilka miesięcy później. Spoczywa w grobowcu rodziny Bollandów na cmentarzu Rakowickim w Krakowie (kwatera PAS 77-płd-po prawej Kasprzaka).
Był ojcem Stefana (1910–1983), prawnika i ekonomisty.

## Ordery i odznaczenia
- Krzyż Komandorski Orderu Odrodzenia Polski (10 listopada 1928)[3][4]